# Chrysops virgulatus
Chrysops virgulatus är en tvåvingeart som beskrevs av Luigi Bellardi 1859. Chrysops virgulatus ingår i släktet Chrysops och familjen bromsar. Inga underarter finns listade i Catalogue of Life.